# 嵌頓包茎
嵌頓包茎（かんとんほうけい、英：paraphimosis、独：Paraphimose）とは真性包茎ないし包皮輪（包皮口）が狭小な仮性包茎でありながら包皮を無理に翻転させたときに起きうる、露出した亀頭が狭い包皮輪に絞扼されて包皮が戻らなくなった状態である。
包皮輪に冠状溝部を絞扼された亀頭が血行障害により赤紫色に腫脹し、包皮が正しい位置に戻るのを妨げるとともに痛みを伴う。放置しておくと、最悪の場合壊死に至る医学的緊急性の高い状態である。

## 治療
絞扼が起こった際には速やかに用手整復を試みる。不可能なら、腫脹部を消毒後注射針で数箇所刺して滲出液を圧出して腫脹を取り除いた後再び用手整復を試みる。用手整復で戻らないときは包皮背面切開術を要する。浮腫が引いた後、再発防止のため環状切除術を行うこともある。

## 参考資料
- 岡島 重孝 (著, 監修), 服部 光男 (監修)『新版ホームメディカ家庭医学大事典』小学館。ISBN 978-4-09-304-504-9。
- "嵌頓包茎". 南山堂医学大事典. 南山堂. 1990. p. 366. ISBN 4-525-01027-4。
- 後藤稠他, ed. (1996). "嵌頓包茎". 最新 医学大辞典. 医歯薬出版株式会社. p. 321. ISBN 4-263-20825-0。